# Nasa (ur. 1968)
Gesiel José de Lima (ur. 8 grudnia 1968) – brazylijski piłkarz występujący na pozycji pomocnika.

## Kariera klubowa
Od 1989 do 2005 roku występował w klubach Santa Cruz, Ferroviário, União São João, Comercial, Moto Club, Madureira, CR Vasco da Gama, Yokohama F. Marinos, América, Icasa i Guarani.